# 魯達 (亞沃里夫區)
50°7′5″N 23°24′42″E / 50.11806°N 23.41167°E
魯達（烏克蘭語：Руда），是烏克蘭的村落，位於該國西部利沃夫州，由亞沃里夫區負責管轄，始建於1644年，面積0.26平方公里，海拔高度262米，2001年該村落人口176。